# Morti il 27 febbraio
| Questa pagina contiene informazioni ricavate automaticamente dalle voci biografiche con l'ausilio del template Bio e di un bot. L'aggiornamento è periodico e automatico e ricostruisce completamente la pagina. Se manca una persona in questa lista, sei pregato di non aggiungerla, ma accertati piuttosto che la sua voce biografica contenga il template Bio e che i dati anagrafici siano correttamente compilati. Se il template Bio manca, inseriscilo tu stesso o, in alternativa, metti l'avviso {{tmp\|Bio}} che ne segnala la mancanza. Se i dati riportati sono sbagliati, correggi direttamente la voce biografica; le modifiche saranno visibili in questa lista entro pochi giorni. Per chiarimenti vedi il progetto biografie. La lista contiene solo le 517 persone che sono citate nell'enciclopedia e per le quali è stato implementato correttamente il template Bio. Pagina aggiornata al 13 ago 2025. |

## VIII secolo(1)
- 731 - Kul Tigin, generale turco (n. 684)

## IX secolo(1)
- 802 - Egino di Verona, vescovo cattolico tedesco

## X secolo(3)
- 906 - Corrado il Vecchio, duca
- 932 - Cosma III di Alessandria, arcivescovo cristiano orientale egiziano
- 956 - Teofilatto Lecapeno, arcivescovo ortodosso bizantino (n. 917)

## XI secolo(1)
- 1026 - Enrico V di Baviera, nobile franco

## XII secolo(1)
- 1149 - Luca di Messina, abate italiano

## XIII secolo(1)
- 1251 - Tommaso I d'Aquino, politico e generale italiano

## XV secolo(4)
- 1415 - Eleonora di Trastámara, regina (n. 1362)
- 1425 - Basilio I di Russia, principe russo (n. 1371)
- 1453 - Isabella di Lorena, sovrana francese
- 1483 - Guglielmo VIII del Monferrato, marchese (n. 1420)

## XVI secolo(6)
- 1508 - Giberto Borromeo, nobile e politico italiano (n. 1460)
- 1538 - Eberhard von der Mark, cardinale e vescovo cattolico tedesco (n. 1472)
- 1558 - Cunegonda di Brandeburgo-Bayreuth, principessa tedesca (n. 1524)
- 1582 - Johann Reusch, compositore tedesco (n. 1523)
- 1583 - Isabella Grimaldi, nobildonna italiana
- 1584 - Yi I, scrittore coreano (n. 1536)

## XVII secolo(20)
- 1601 - Anna Line, santa inglese
- 1608 - Enrico di Montpensier, nobile francese (n. 1573)
- 1609 - Robert Sackville, II conte di Dorset, politico inglese (n. 1561)
- 1613 - Pietro Fachetti, pittore e incisore italiano (n. 1539)
- 1638 - Alfonso Capra, militare italiano (n. 1562)
- 1638 - Matsudaira Ienobu, militare giapponese (n. 1565)
- 1641 - Pau Claris i Casademunt, politico spagnolo (n. 1586)
- 1653 - Diego López Pacheco Cabrera y Bobadilla, nobile spagnolo (n. 1599)
- 1655 - Henri Chabot, nobile francese (n. 1616)
- 1655 - Francesco Molin, doge (n. 1575)
- 1656 - Meleki Hatun, ottomana
- 1658 - Adolfo Federico I di Meclemburgo-Schwerin, nobile tedesco (n. 1588)
- 1662 - Pedro Porter Casanate, ammiraglio, navigatore e esploratore spagnolo (n. 1611)
- 1666 - Luisa di Guzmán, nobile portoghese (n. 1613)
- 1666 - Thomas Vaughan, alchimista, filosofo e esoterista gallese (n. 1621)
- 1667 - Remigius Fesch, giurista e storico dell'arte svizzero (n. 1595)
- 1667 - Stanisław "Rewera" Potocki, nobile e condottiero polacco (n. 1589)
- 1672 - Ferdinando II Filippo Gonzaga, nobile italiano (n. 1643)
- 1689 - Antonio Pedro Sancho Dávila y Osorio, nobile spagnolo (n. 1615)
- 1699 - Charles Paulet, I duca di Bolton, nobile inglese (n. 1630)

## XVIII secolo(30)
- 1706 - John Evelyn, scrittore inglese (n. 1620)
- 1709 - Elia Vannini, religioso e compositore italiano (n. 1644)
- 1712 - Bahadur Shah I, sovrano indiano (n. 1643)
- 1718 - Václav Karel Holan Rovenský, compositore e organista ceco (n. 1644)
- 1719 - Giovanni Ernesto di Nassau-Weilburg, principe tedesco (n. 1664)
- 1720 - Samuel Parris, pastore protestante inglese (n. 1653)
- 1732 - Giacomo Serpotta, scultore e stuccatore italiano (n. 1656)
- 1733 - Tarquinio Grassi, pittore italiano (n. 1656)
- 1735 - John Arbuthnot, statistico, medico e scrittore scozzese (n. 1667)
- 1738 - Ranieri del Pace, pittore italiano (n. 1681)
- 1741 - John Ker, I duca di Roxburghe, nobile e politico scozzese (n. 1680)
- 1754 - Tomás de Almeida, cardinale e patriarca cattolico portoghese (n. 1670)
- 1756 - Matteo Bonechi, pittore italiano (n. 1669)
- 1757 - Pier Francesco Guala, pittore italiano (n. 1698)
- 1759 - Johann Ludwig Frey, teologo e storico svizzero (n. 1682)
- 1759 - Peregrine Hopson, generale e politico britannico (n. 1696)
- 1759 - Jacob Theodor Klein, giurista, botanico e matematico polacco (n. 1685)
- 1759 - Antonio Simonetta, nobile italiano
- 1764 - Carlo Maria Borio di Tigliole, diplomatico e giurista italiano (n. 1681)
- 1777 - Louis Phélypeaux de Saint-Florentin, politico e nobile francese (n. 1705)
- 1779 - Johann Georg Sulzer, filosofo svizzero (n. 1720)
- 1780 - Giovacchino Gaspero Carcacci, artigiano italiano (n. 1721)
- 1783 - Vincenzo Bellini, numismatico e presbitero italiano (n. 1708)
- 1784 - Conte di Saint-Germain, alchimista e avventuriero francese (n. 1712)
- 1784 - Udalrico Fantelli, presbitero e allevatore italiano (n. 1706)
- 1786 - Giovanni Cadonici, storico e scrittore italiano (n. 1705)
- 1794 - Jean-Rodolphe Perronet, architetto e ingegnere francese (n. 1708)
- 1795 - Francis Marion, generale statunitense
- 1795 - Tanikaze Kajinosuke, lottatore di sumo giapponese (n. 1750)
- 1800 - Adelaide di Borbone-Francia, principessa francese (n. 1732)

## XIX secolo(75)
- 1801 - James Madison Senior, militare statunitense (n. 1723)
- 1805 - Giambattista Cimador, compositore e violinista italiano (n. 1761)
- 1807 - Louise du Pierry, astronoma francese (n. 1746)
- 1812 - Giuseppe Greatti, abate, politico e poeta italiano (n. 1758)
- 1814 - Jean Reynier, generale francese (n. 1771)
- 1818 - Jean Baptiste Cipriani Franceschi, agente segreto italiano (n. 1773)
- 1821 - Guglielmo I d'Assia-Kassel, sovrano tedesco (n. 1743)
- 1821 - Gottlieb Conrad Christian Storr, medico, naturalista e chimico tedesco (n. 1749)
- 1822 - John Borlase Warren, ammiraglio e politico britannico (n. 1753)
- 1822 - Adolphus Ypey, botanico olandese (n. 1749)
- 1827 - Giovanni Sergio, vescovo cattolico italiano (n. 1766)
- 1828 - Nicolò Visconti Venosta, nobile e politico italiano (n. 1752)
- 1830 - Elias Hicks, carpentiere, agricoltore e sacerdote statunitense (n. 1748)
- 1830 - Gaspare Landi, pittore italiano (n. 1756)
- 1834 - Jean-Baptiste Wicar, pittore e collezionista d'arte francese (n. 1762)
- 1836 - Elizabeth Whitlock, attrice teatrale inglese (n. 1761)
- 1837 - Angelo Viva, scultore italiano (n. 1748)
- 1843 - Giuseppe Sabatelli, pittore italiano (n. 1813)
- 1844 - Paisij Sergeevič Kajsarov, generale russo (n. 1783)
- 1846 - Tommaso Prelà, medico italiano (n. 1765)
- 1852 - Jean-Toussaint Merle, drammaturgo, librettista e giornalista francese (n. 1785)
- 1853 - Augusto I di Oldenburg, sovrano tedesco (n. 1783)
- 1854 - Niccolao Giorgini, politico italiano (n. 1773)
- 1854 - Félicité de La Mennais, presbitero, teologo e filosofo francese (n. 1782)
- 1855 - Francinaina Cirer Carbonell, religiosa spagnola (n. 1781)
- 1855 - Bryan Donkin, ingegnere inglese (n. 1768)
- 1858 - Efisio Flores d'Arcais, politico italiano (n. 1801)
- 1858 - Aleksandr Vasil'evič Viskovatov, storico e pittore russo (n. 1804)
- 1861 - Prospero Luigi d'Arenberg, militare belga (n. 1785)
- 1862 - Gabriele dell'Addolorata, religioso e mistico italiano (n. 1838)
- 1864 - Bernardo Falqui Pes, politico italiano (n. 1788)
- 1864 - Edward Hitchcock, geologo, paleontologo e botanico statunitense (n. 1793)
- 1865 - Miklós Jósika, scrittore ungherese (n. 1794)
- 1865 - Giuseppe Malmusi, politico e patriota italiano (n. 1803)
- 1867 - Gustavo Corridi, imprenditore italiano (n. 1812)
- 1870 - Gennaro Fergola, militare italiano (n. 1795)
- 1870 - Franz Unger, botanico e paleontologo austriaco (n. 1800)
- 1871 - Giuseppe da Igualada, presbitero spagnolo (n. 1811)
- 1873 - Ekaterina Petrovna Sojmonova, nobildonna russa (n. 1790)
- 1874 - Eugenio Moretti Larese, pittore e decoratore italiano (n. 1822)
- 1874 - Carlos Manuel de Céspedes, rivoluzionario cubano (n. 1819)
- 1877 - James Anderson, pittore e fotografo britannico (n. 1813)
- 1877 - Joseph Johnson, politico statunitense (n. 1785)
- 1878 - Felicissimo Cocino, missionario e vescovo cattolico italiano (n. 1816)
- 1879 - Filippo Maria Guidi, cardinale e arcivescovo cattolico italiano (n. 1815)
- 1879 - Vjačeslav Konstantinovič Romanov, nobile russo (n. 1862)
- 1881 - Ferdinando Coletti, medico italiano (n. 1819)
- 1881 - George Pomeroy Colley, militare britannico (n. 1835)
- 1882 - Alfred Jaëll, pianista e compositore austriaco (n. 1832)
- 1883 - Scipione Salvotti, medico, poeta e patriota italiano (n. 1830)
- 1883 - Julius Stern, docente e compositore tedesco (n. 1820)
- 1884 - Antonio Bianchini, pittore, letterato e critico d'arte italiano (n. 1803)
- 1884 - William Henry Hunt, politico statunitense (n. 1823)
- 1884 - Maria di Gesù Deluil-Martiny, religiosa francese (n. 1841)
- 1885 - Nándor Éber, giornalista e militare ungherese (n. 1825)
- 1886 - Angelo Panzini, compositore e flautista italiano (n. 1820)
- 1887 - Aleksandr Porfir'evič Borodin, compositore e chimico russo (n. 1833)
- 1887 - Robert Gardner, calciatore scozzese (n. 1847)
- 1887 - Francesco Martire, politico italiano (n. 1826)
- 1888 - Enrico Bandini, pittore italiano (n. 1807)
- 1890 - Édouard Charton, pubblicista e politico francese (n. 1807)
- 1890 - Stefano Roverizio, politico italiano (n. 1809)
- 1891 - Giuseppe Grazioli, presbitero e agronomo italiano (n. 1808)
- 1891 - Giuseppe Toscanelli, politico e patriota italiano (n. 1828)
- 1892 - Anne Clough, attivista e educatrice britannica (n. 1820)
- 1892 - Louis Vuitton, imprenditore francese (n. 1821)
- 1893 - François Auguste Goze, generale francese (n. 1810)
- 1894 - Damiano Assanti, patriota, politico e prefetto italiano (n. 1809)
- 1894 - Hilarión Daza Groselle, politico boliviano (n. 1840)
- 1894 - Matthew George Easton, scrittore scozzese (n. 1823)
- 1895 - Demetrio Cosola, pittore italiano (n. 1851)
- 1896 - Gennaro Placco, patriota e poeta italiano (n. 1826)
- 1897 - Giuseppe Quandel, abate, militare e astronomo italiano (n. 1833)
- 1898 - Emilio Orsini, scacchista e compositore di scacchi italiano (n. 1839)
- 1898 - William Booth Taliaferro, generale e avvocato statunitense (n. 1822)

## XX secolo(237)
- 1904 - Giuseppe Piola, politico e scrittore italiano (n. 1826)
- 1905 - Louis Pandellé, entomologo francese (n. 1824)
- 1906 - Corrado Lancia di Brolo, nobile, militare e politico italiano (n. 1826)
- 1906 - Samuel Pierpont Langley, astronomo, inventore e pioniere dell'aviazione statunitense (n. 1834)
- 1907 - Bernardino Caldaioli, vescovo cattolico italiano (n. 1847)
- 1909 - Artúr Coray, pesista e discobolo ungherese (n. 1881)
- 1909 - Hermann Klette, ingegnere tedesco (n. 1847)
- 1910 - Lajos Hevesi, giornalista, scrittore e critico d'arte ungherese (n. 1843)
- 1912 - Riccardo De Caroli, militare italiano (n. 1878)
- 1913 - Riccardo Cessi, pittore italiano (n. 1840)
- 1913 - William White, progettista britannico (n. 1845)
- 1914 - Costantino V di Costantinopoli, arcivescovo ortodosso greco (n. 1833)
- 1914 - Johannes Baptist Katschthaler, cardinale e arcivescovo cattolico austriaco (n. 1832)
- 1915 - Hans von Berlepsch, ornitologo tedesco (n. 1850)
- 1916 - Ugo Balzani, storico italiano (n. 1847)
- 1917 - Ivan Stepanovič Laškevič, militare russo (n. 1891)
- 1917 - Emilia Mariani, insegnante, scrittrice e attivista italiana (n. 1854)
- 1918 - Johann Frint, aviatore austro-ungarico (n. 1885)
- 1918 - Vasilij Il'ič Safonov, pianista, compositore e direttore d'orchestra russo (n. 1852)
- 1919 - Robert Harris, pittore canadese (n. 1849)
- 1920 - William Sherman Jennings, politico statunitense (n. 1863)
- 1921 - Beatrice Dominguez, ballerina e attrice statunitense (n. 1896)
- 1921 - Spartaco Lavagnini, sindacalista, politico e giornalista italiano (n. 1889)
- 1922 - Emilio Magoni, scultore e pittore italiano (n. 1867)
- 1923 - Ludolf Udo von Alvensleben, politico tedesco (n. 1852)
- 1923 - Giuseppe Mor, poeta italiano (n. 1853)
- 1924 - Giuseppe de Nava, politico italiano (n. 1858)
- 1925 - Glikerija Nikolaevna Fedotova, attrice russa (n. 1846)
- 1925 - Charles Tatham, tennista britannico (n. 1864)
- 1926 - Augusto Silj, cardinale italiano (n. 1846)
- 1926 - Elena Teodorini, mezzosoprano e soprano rumena (n. 1857)
- 1926 - Olga Wisinger-Florian, pittrice austriaca (n. 1844)
- 1927 - Arthur MacManus, sindacalista e politico britannico (n. 1889)
- 1928 - Giovanni Di Cristina, pediatra italiano (n. 1875)
- 1928 - Karl Max von Lichnowsky, diplomatico tedesco (n. 1860)
- 1928 - Ethelbert Talbot, vescovo anglicano statunitense (n. 1848)
- 1929 - Domenico Barduzzi, dermatologo e idrologo italiano (n. 1847)
- 1930 - Joseph Wright, linguista britannico (n. 1855)
- 1931 - Chandra Shekhar Azad, rivoluzionario indiano (n. 1906)
- 1932 - Dicky Owen, rugbista a 15 britannico (n. 1876)
- 1933 - Walter Hiers, attore statunitense (n. 1893)
- 1933 - William Lindsay, calciatore inglese (n. 1872)
- 1934 - Umberto Benigni, presbitero, storico e giornalista italiano (n. 1862)
- 1934 - Paul Berthon, pittore, decoratore e pubblicitario francese (n. 1872)
- 1934 - Josep Llimona, scultore spagnolo (n. 1864)
- 1935 - Jack Hastings, calciatore nordirlandese (n. 1858)
- 1936 - Antonio Cicirello, militare italiano (n. 1911)
- 1936 - Francesco Di Benedetto, militare italiano (n. 1905)
- 1936 - Ugo Di Fazio, militare italiano (n. 1893)
- 1936 - Filippo Freda, militare italiano (n. 1911)
- 1936 - Romolo Galassi, militare italiano (n. 1900)
- 1936 - Guido Paglia, militare italiano (n. 1897)
- 1936 - Ivan Pavlov, medico, fisiologo e etologo russo (n. 1849)
- 1936 - Efrem Reatto, militare italiano (n. 1909)
- 1936 - Mulugeta Yeggazu, politico etiope
- 1938 - Erik Andersen, scacchista danese (n. 1904)
- 1939 - Nadežda Konstantinovna Krupskaja, rivoluzionaria, pedagogista e politica russa (n. 1869)
- 1940 - Peter Behrens, architetto e designer tedesco (n. 1868)
- 1940 - Francis Charles Robert Jourdain, ornitologo britannico (n. 1865)
- 1940 - Paolo Ravazzoli, politico e sindacalista italiano (n. 1894)
- 1941 - Åke Bergman, nuotatore svedese (n. 1896)
- 1941 - William D. Byron, politico statunitense (n. 1895)
- 1941 - Carlo Evangelisti, militare italiano (n. 1910)
- 1941 - Mario Fregonara, militare italiano (n. 1899)
- 1942 - Bruno Bauch, filosofo tedesco (n. 1877)
- 1942 - Elisabeth Freeman, attivista statunitense (n. 1876)
- 1942 - Philippus Bernardus Maria van Straelen, militare olandese (n. 1894)
- 1943 - Maria Josefa Karolina Brader, religiosa svizzera (n. 1860)
- 1943 - Karl Gall, calciatore austriaco (n. 1905)
- 1943 - Kostis Palamas, poeta e giornalista greco (n. 1859)
- 1943 - Clementine Plessner, attrice austriaca (n. 1855)
- 1944 - Hanns Barth, alpinista, giornalista e scrittore austriaco (n. 1873)
- 1944 - Henri Cassiers, illustratore e grafico belga (n. 1858)
- 1944 - Luigi Poggi, calciatore italiano (n. 1911)
- 1945 - Francesco Besso, partigiano italiano (n. 1921)
- 1945 - Arthur Tell Schwab, marciatore svizzero (n. 1896)
- 1946 - James Cecil Parke, tennista irlandese (n. 1881)
- 1946 - Waldemar Petersen, ingegnere elettrotecnico tedesco (n. 1880)
- 1946 - Harry Edwin Wood, astronomo sudafricano (n. 1881)
- 1947 - Albert W. Hale, regista francese (n. 1882)
- 1947 - Pierre Janet, neurologo, psicologo e filosofo francese (n. 1859)
- 1948 - Nicodim Munteanu, arcivescovo ortodosso rumeno (n. 1864)
- 1949 - Charles Cresson, tennista statunitense (n. 1874)
- 1949 - Georges Trombert, schermidore francese (n. 1874)
- 1950 - Yvan Goll, scrittore, poeta e drammaturgo francese (n. 1891)
- 1950 - Battiscombe Gunn, egittologo e filologo inglese (n. 1883)
- 1950 - Adolfo I di Schwarzenberg, nobile, imprenditore e filantropo boemo (n. 1890)
- 1951 - Émile François Ouchard, archettaio francese (n. 1872)
- 1951 - Gianni Remuzzi, scultore italiano (n. 1894)
- 1952 - Augusto Castrucci, sindacalista italiano (n. 1872)
- 1953 - Peter Butkovič, enigmista, scrittore e poeta sloveno (n. 1888)
- 1953 - Paul Hurst, attore, regista e sceneggiatore statunitense (n. 1888)
- 1954 - Bobby Ball, pilota automobilistico statunitense (n. 1925)
- 1956 - Camillo Pasquali, politico italiano (n. 1909)
- 1956 - Annibale Pastore, filosofo italiano (n. 1868)
- 1956 - Günther Ramin, organista, direttore d'orchestra e compositore tedesco (n. 1898)
- 1956 - Percy Mayow Ryves, astronomo britannico (n. 1881)
- 1956 - Daniele Varè, diplomatico e scrittore italiano (n. 1880)
- 1957 - Ferdinando Giuseppe Giuli Rosselmini Gualandi, politico italiano (n. 1869)
- 1957 - Giulietta Gordigiani, cantante lirica e pianista italiana (n. 1871)
- 1957 - Ernst Kris, storico dell'arte e psicoanalista austriaco (n. 1900)
- 1958 - Harry Cohn, produttore cinematografico statunitense (n. 1891)
- 1959 - Shigeyoshi Miwa, ammiraglio giapponese (n. 1892)
- 1959 - Patrick O'Connell, calciatore e allenatore di calcio irlandese (n. 1887)
- 1959 - Fernando Silvestri, generale e aviatore italiano (n. 1896)
- 1960 - Ettore Chimeri, pilota automobilistico italiano (n. 1924)
- 1960 - Riccardo Imperiali di Francavilla, militare italiano (n. 1907)
- 1960 - Adriano Olivetti, imprenditore, ingegnere e politico italiano (n. 1901)
- 1960 - Luigi Pietrobono, critico letterario italiano (n. 1863)
- 1961 - Platt Adams, altista, lunghista e triplista statunitense (n. 1885)
- 1962 - Willie Best, attore statunitense (n. 1913)
- 1962 - Elise Cowen, poetessa statunitense (n. 1933)
- 1962 - Gastone Gambara, generale italiano (n. 1890)
- 1962 - Riccardo Moizo, generale e prefetto italiano (n. 1877)
- 1963 - Raymond Barton, generale statunitense (n. 1889)
- 1963 - Makonnen Endelkachew, militare etiope (n. 1890)
- 1964 - Anna J. Cooper, scrittrice, docente e sociologa statunitense (n. 1858)
- 1964 - Orry-Kelly, costumista australiano (n. 1897)
- 1964 - Giovanni Lampariello, matematico e fisico italiano (n. 1903)
- 1965 - Kenneth Barbour Montgomery, aviatore inglese (n. 1897)
- 1965 - Maria Agnese Tribbioli, religiosa italiana (n. 1879)
- 1966 - Curt Badinski, generale tedesco (n. 1890)
- 1967 - Yngvar Tørnros, calciatore norvegese (n. 1894)
- 1968 - Frankie Lymon, cantante e compositore statunitense (n. 1942)
- 1969 - Marius Barbeau, antropologo e etnologo canadese (n. 1883)
- 1969 - John Boles, attore e cantante statunitense (n. 1895)
- 1969 - Al'bert Mokeev, pentatleta sovietico (n. 1936)
- 1970 - Reizō Fukuhara, calciatore giapponese (n. 1931)
- 1971 - Daniel Llorente y Federico, vescovo cattolico spagnolo (n. 1883)
- 1971 - Pino Levi Cavaglione, partigiano e scrittore italiano (n. 1911)
- 1971 - Ilya Lopert, produttore cinematografico statunitense (n. 1905)
- 1971 - Maurice Meunier, calciatore francese (n. 1890)
- 1972 - Victor Barna, tennistavolista ungherese (n. 1911)
- 1972 - Agostino Bronzi, avvocato e politico italiano (n. 1891)
- 1972 - Alwin Seifert, architetto e scrittore tedesco (n. 1890)
- 1972 - Gustav E. von Grunebaum, storico e arabista austriaco (n. 1909)
- 1973 - Bill Everett, fumettista statunitense (n. 1917)
- 1973 - Nuto Navarrini, attore e cantante italiano (n. 1901)
- 1974 - Raffaele Aurini, bibliotecario, storico e bibliografo italiano (n. 1910)
- 1974 - Nina Georgievna Romanova, principessa russa (n. 1901)
- 1975 - Knut Kroon, calciatore svedese (n. 1906)
- 1976 - Raffaele D'Aquino, allenatore di calcio e calciatore italiano (n. 1903)
- 1976 - Kálmán Kalocsay, esperantista, poeta e traduttore ungherese (n. 1891)
- 1976 - Giulio Razzi, compositore e direttore d'orchestra italiano (n. 1904)
- 1976 - Marcia Snyder, fumettista statunitense (n. 1907)
- 1977 - Berthe Bovy, attrice belga (n. 1887)
- 1977 - John Dickson Carr, scrittore statunitense (n. 1906)
- 1977 - Allison Hayes, attrice e modella statunitense (n. 1930)
- 1978 - Bruno Brun, clarinettista jugoslavo (n. 1910)
- 1979 - Michail Semënovič Chozin, generale sovietico (n. 1896)
- 1979 - John Seitz, direttore della fotografia statunitense (n. 1892)
- 1980 - Francesco Mosca, ingegnere e aviatore italiano (n. 1887)
- 1980 - Tobia Senoner, fondista italiano (n. 1913)
- 1980 - George Tobias, attore statunitense (n. 1901)
- 1981 - Giovanni Cao, politico e avvocato italiano (n. 1893)
- 1981 - Germana Di Giulio, soprano italiana (n. 1910)
- 1981 - Renato Ferrarese, calciatore italiano (n. 1918)
- 1981 - Joan Rebull, scultore spagnolo (n. 1899)
- 1982 - Carlo Bisi, illustratore, pittore e disegnatore italiano (n. 1890)
- 1982 - Jurij Pavlovič Egorov, regista cinematografico sovietico (n. 1920)
- 1982 - Henry Gage, VI visconte Gage, nobile irlandese (n. 1895)
- 1982 - Camillo Rossi, attore, regista e scultore italiano (n. 1907)
- 1983 - Nikolaj Aleksandrovič Kozyrev, astrofisico e astronomo russo (n. 1908)
- 1983 - Gyula Lázár, calciatore ungherese (n. 1911)
- 1983 - Władysław Maleszewski, cestista e allenatore di pallacanestro polacco (n. 1921)
- 1983 - Erio Nicolò, fumettista italiano (n. 1919)
- 1984 - Yasutarō Sakagami, politico e pallanuotista giapponese (n. 1912)
- 1985 - Ernest Dubac, calciatore jugoslavo (n. 1914)
- 1985 - Benvenuto Franci, baritono italiano (n. 1891)
- 1985 - David Huffman, attore statunitense (n. 1945)
- 1985 - Henry Cabot Lodge Jr., politico e diplomatico statunitense (n. 1902)
- 1985 - Giuseppe Marrazzo, giornalista italiano (n. 1928)
- 1985 - J. Pat O'Malley, attore e doppiatore britannico (n. 1904)
- 1985 - Michele Rogliani, calciatore italiano (n. 1961)
- 1986 - Gholam-Hossein Banan, musicista iraniano (n. 1911)
- 1986 - Gedeon Barcza, scacchista ungherese (n. 1911)
- 1986 - Albert Beasley, calciatore inglese (n. 1913)
- 1986 - Eugene Forde, regista statunitense (n. 1898)
- 1986 - Arnaldo Ortelli, calciatore svizzero (n. 1913)
- 1986 - Jacques Plante, hockeista su ghiaccio canadese (n. 1929)
- 1987 - Franciszek Blachnicki, presbitero polacco (n. 1921)
- 1987 - Jose Diokno, politico, attivista e avvocato filippino (n. 1922)
- 1987 - Salvatore Oppes, cavaliere italiano (n. 1909)
- 1988 - Gildo Caputo, mercante d'arte e antifascista italiano (n. 1904)
- 1988 - Rousseau Hayner Flower, paleontologo statunitense (n. 1913)
- 1988 - Michel Guérard des Lauriers, vescovo francese (n. 1898)
- 1989 - Paul Oswald Ahnert, astronomo tedesco (n. 1897)
- 1989 - Tina Allori, cantante italiana (n. 1924)
- 1989 - Göran Larsson, nuotatore svedese (n. 1932)
- 1989 - Konrad Lorenz, zoologo e etologo austriaco (n. 1903)
- 1989 - Ambrogio Marchioni, arcivescovo cattolico e diplomatico italiano (n. 1911)
- 1989 - Bas Paauwe, calciatore olandese (n. 1911)
- 1989 - Boris Skosyrev, avventuriero russo (n. 1896)
- 1989 - Virgilio Titone, storico, scrittore e critico letterario italiano (n. 1905)
- 1990 - Alberto Giustolisi, scacchista italiano (n. 1928)
- 1990 - Cirillo Grott, scultore italiano (n. 1937)
- 1990 - Josephine Johnson, scrittrice statunitense (n. 1910)
- 1991 - Nuccio Costa, conduttore televisivo italiano (n. 1925)
- 1991 - Charles Duchaussois, scrittore francese (n. 1940)
- 1991 - Luigi Perversi, calciatore italiano (n. 1906)
- 1991 - Agostino Richelmy, poeta e traduttore italiano (n. 1900)
- 1992 - Fernando Ribeiro de Mello, editore portoghese (n. 1941)
- 1992 - Jerome M. Fernandez, vescovo cattolico indiano (n. 1901)
- 1992 - Algirdas Julien Greimas, linguista e semiologo lituano (n. 1917)
- 1992 - György Nagy, calciatore ungherese (n. 1942)
- 1993 - Lillian Gish, attrice statunitense (n. 1893)
- 1993 - Cosimo La Penna, calciatore italiano (n. 1924)
- 1993 - Eugenio Soncini, architetto italiano (n. 1906)
- 1994 - Harold Acton, scrittore, storico e collezionista d'arte britannico (n. 1904)
- 1994 - Andrea Tamburi, attivista e politico italiano (n. 1948)
- 1995 - Sándor Gőcze, calciatore ungherese (n. 1921)
- 1995 - Paolo Pavesi, rugbista a 15 e allenatore di rugby a 15 italiano (n. 1954)
- 1995 - Davide Visani, politico italiano (n. 1942)
- 1995 - Isabel Wilder, scrittrice e mecenate statunitense (n. 1900)
- 1996 - Toni Benetton, scultore italiano (n. 1910)
- 1996 - François Chaumette, attore francese (n. 1923)
- 1996 - Ethlyne Clair, attrice statunitense (n. 1904)
- 1996 - Vic Janowicz, giocatore di baseball e giocatore di football americano statunitense (n. 1930)
- 1996 - Sarah Palfrey Cooke, tennista statunitense (n. 1912)
- 1996 - Mathilde Schroyens, politica belga (n. 1912)
- 1996 - Giuseppe Scorza Dragoni, matematico italiano (n. 1908)
- 1996 - Ilario Zannino, mafioso statunitense (n. 1920)
- 1997 - Serafino Beconi, pittore e scultore italiano (n. 1925)
- 1997 - Ion Cioabă, politico rumeno (n. 1935)
- 1997 - Kingsley Davis, sociologo statunitense (n. 1908)
- 1998 - Larry Friend, cestista statunitense (n. 1935)
- 1998 - Marcello Geppetti, fotografo italiano (n. 1933)
- 1998 - Pietro Giampaoli, incisore e medaglista italiano (n. 1898)
- 1998 - George Herbert Hitchings, medico statunitense (n. 1905)
- 1998 - Alice Rivaz, scrittrice svizzera (n. 1901)
- 1998 - J. T. Walsh, attore statunitense (n. 1943)
- 1999 - Elio Angelini, calciatore italiano (n. 1926)
- 1999 - Guido Biondi, calciatore italiano (n. 1952)
- 1999 - Angelo Jovine, politico italiano (n. 1923)
- 1999 - Stéphane Sirkis, chitarrista, tastierista e compositore francese (n. 1959)
- 2000 - George Duning, compositore statunitense (n. 1908)
- 2000 - Margherita Paulas, ballerina austriaca (n. 1912)

## XXI secolo(137)
- 2001 - Ralf D. Bode, direttore della fotografia tedesco (n. 1941)
- 2001 - José García Nieto, poeta e scrittore spagnolo (n. 1914)
- 2001 - Sandro Merli, attore, regista teatrale e direttore artistico italiano (n. 1931)
- 2002 - Georges Beaucourt, calciatore francese (n. 1912)
- 2002 - Émile Le Bigaut, ciclista su strada francese (n. 1933)
- 2002 - Spike Milligan, attore, scrittore e musicista irlandese (n. 1918)
- 2003 - John Lanchbery, arrangiatore, direttore d'orchestra e compositore britannico (n. 1923)
- 2003 - Wolfgang Larrazábal, politico, ammiraglio e diplomatico venezuelano (n. 1911)
- 2003 - Fred Rogers, pastore protestante e personaggio televisivo statunitense (n. 1928)
- 2003 - Piero Scanziani, scrittore svizzero (n. 1908)
- 2003 - Gigi Stok, fisarmonicista, compositore e arrangiatore italiano (n. 1920)
- 2004 - Enzo Polito, pallanuotista italiano (n. 1926)
- 2004 - Paul Sweezy, economista, editore e attivista statunitense (n. 1910)
- 2005 - Franco Bracardi, sceneggiatore, musicista e attore italiano (n. 1935)
- 2005 - Hiroyuki Nasu, regista e sceneggiatore giapponese (n. 1952)
- 2005 - Bruno Padulazzi, calciatore italiano (n. 1927)
- 2006 - Thérèse Sita-Bella, regista cinematografica e giornalista camerunese (n. 1933)
- 2006 - Ferenc Bene, calciatore e allenatore di calcio ungherese (n. 1944)
- 2006 - Paolo Corradini, chimico italiano (n. 1930)
- 2006 - Alessandro D'Agostini, arbitro di calcio italiano (n. 1922)
- 2006 - Clarence Max Fowler, fisico statunitense (n. 1918)
- 2006 - Albert Nightingale, calciatore inglese (n. 1923)
- 2006 - Giulio Salierno, sociologo e scrittore italiano (n. 1935)
- 2006 - Evgenij Samojlov, attore sovietico (n. 1912)
- 2007 - Saka-Acquaye, artista ghanese (n. 1923)
- 2007 - Fred Basolo, chimico statunitense (n. 1920)
- 2007 - Bernd Freytag von Loringhoven, generale tedesco (n. 1914)
- 2008 - Henrietta Bell Wells, attivista statunitense (n. 1912)
- 2008 - Ana Bešlić, scultrice jugoslava (n. 1912)
- 2008 - Enrico Candiani, calciatore e dirigente sportivo italiano (n. 1918)
- 2008 - Boyd Coddington, designer statunitense (n. 1944)
- 2008 - Wilfred Charles Heinz, giornalista e scrittore statunitense (n. 1915)
- 2008 - Lloyd Mumba, calciatore zambiano (n. 1983)
- 2008 - Ivan Rebroff, cantante tedesco (n. 1931)
- 2009 - John Alvin, attore statunitense (n. 1917)
- 2009 - Donato Michele Fragassi, politico italiano (n. 1927)
- 2009 - Elinor Goldschmied, educatrice e pedagogista britannica (n. 1910)
- 2009 - Franco La Polla, storico del cinema e critico cinematografico italiano (n. 1943)
- 2009 - Manea Mănescu, politico rumeno (n. 1916)
- 2009 - Alastair McCorquodale, velocista e crickettista britannico (n. 1925)
- 2009 - Johnny Payak, cestista e arbitro di pallacanestro statunitense (n. 1926)
- 2010 - Anna Farova, storica e critica d'arte ceca (n. 1928)
- 2010 - Vladislav Galkin, attore russo (n. 1971)
- 2010 - Rosemary Goldie, teologa australiana (n. 1916)
- 2010 - Pierre Monneret, pilota motociclistico francese (n. 1931)
- 2010 - Hank Rosenstein, cestista e allenatore di pallacanestro statunitense (n. 1920)
- 2010 - Nathan Scott, compositore statunitense (n. 1915)
- 2010 - Oleg Stepanov, judoka sovietico (n. 1939)
- 2011 - Frank Buckles, militare statunitense (n. 1901)
- 2011 - Necmettin Erbakan, politico turco (n. 1926)
- 2011 - Agnes Milowka, esploratrice australiana (n. 1981)
- 2011 - Amparo Muñoz, attrice e modella spagnola (n. 1954)
- 2011 - Moacyr Scliar, scrittore e medico brasiliano (n. 1937)
- 2011 - Duke Snider, giocatore di baseball statunitense (n. 1926)
- 2011 - Gary Winick, regista e produttore cinematografico statunitense (n. 1961)
- 2012 - Louis Bertorelle, cestista francese (n. 1932)
- 2012 - Carlo Montanari, dirigente sportivo italiano (n. 1923)
- 2012 - Armand Penverne, allenatore di calcio e calciatore francese (n. 1926)
- 2012 - Tina Strobos, medico e psichiatra olandese (n. 1920)
- 2013 - Van Cliburn, pianista statunitense (n. 1934)
- 2013 - Ramon Dekkers, thaiboxer olandese (n. 1969)
- 2013 - Leif Otto Fjøsne, sciatore alpino norvegese (n. 1942)
- 2013 - Stéphane Hessel, diplomatico, politico e scrittore tedesco (n. 1917)
- 2013 - Adolfo Zaldívar, politico e avvocato cileno (n. 1943)
- 2013 - Imants Ziedonis, scrittore lettone (n. 1933)
- 2014 - Aaron Allston, scrittore e autore di giochi statunitense (n. 1960)
- 2014 - Giampaolo Barosso, scrittore italiano (n. 1937)
- 2014 - Ilio Calabresi, medievista, paleografo e linguista italiano (n. 1931)
- 2014 - Lucidio Ceci, missionario e scrittore italiano (n. 1927)
- 2014 - Jan Hoet, storico dell'arte belga (n. 1936)
- 2014 - Huber Matos, guerrigliero, rivoluzionario e attivista cubano (n. 1918)
- 2014 - Fulvio Sodano, prefetto italiano (n. 1946)
- 2015 - Giovanni Azzaretti, politico italiano (n. 1933)
- 2015 - Richard Bakalyan, attore statunitense (n. 1931)
- 2015 - Pasquale Barra, mafioso italiano (n. 1942)
- 2015 - Nadia Hilou, politica palestinese (n. 1953)
- 2015 - Boris Nemcov, politico russo (n. 1959)
- 2015 - Leonard Nimoy, attore, regista e sceneggiatore statunitense (n. 1931)
- 2015 - Valerij Samochin, calciatore sovietico (n. 1947)
- 2015 - Julio César Strassera, avvocato e giurista argentino (n. 1933)
- 2016 - Michael Bowes-Lyon, XVIII conte di Strathmore e Kinghorne, nobile e politico britannico (n. 1957)
- 2016 - Jan Foudraine, psichiatra olandese (n. 1929)
- 2016 - Dariusz Kwiatkowski, cestista polacco (n. 1952)
- 2016 - Lúcio Lara, politico e insegnante angolano (n. 1929)
- 2016 - Enrico Pavanello, dirigente sportivo e arbitro di pallacanestro italiano (n. 1924)
- 2016 - Lodovico Terzi, scrittore e traduttore italiano (n. 1925)
- 2016 - Pierluigi Zeno, calciatore italiano (n. 1934)
- 2017 - Zvjezdan Cvetković, allenatore di calcio e calciatore croato (n. 1960)
- 2017 - Maurizio De Negri, medico italiano (n. 1926)
- 2017 - Roberto Fiore, imprenditore e dirigente sportivo italiano (n. 1924)
- 2017 - Ivana Bernini Lavezzo, politica italiana (n. 1937)
- 2017 - Carlos Humberto Romero, generale e politico salvadoregno (n. 1924)
- 2017 - Alex Young, calciatore scozzese (n. 1937)
- 2018 - Quini, calciatore spagnolo (n. 1949)
- 2018 - Domenico Jervolino, filosofo e politico italiano (n. 1946)
- 2018 - Ekkehart Krippendorff, politologo tedesco (n. 1934)
- 2018 - Bill Lignante, fumettista statunitense (n. 1925)
- 2018 - Luciano Benjamín Menéndez, generale argentino (n. 1927)
- 2018 - Gio Batta Morassi, liutaio italiano (n. 1934)
- 2018 - Ștefan Tașnadi, sollevatore rumeno (n. 1953)
- 2019 - Mike Harrison, calciatore inglese (n. 1940)
- 2019 - António Mendes, calciatore portoghese (n. 1937)
- 2019 - Giovanni Piana, filosofo e saggista italiano (n. 1940)
- 2019 - France-Albert René, politico seychellese (n. 1935)
- 2019 - Elvio Ruffino, politico italiano (n. 1951)
- 2019 - Rosetta Stame, funzionaria italiana (n. 1937)
- 2019 - Janine Tavernier, poetessa e scrittrice haitiana (n. 1935)
- 2020 - R.D. Call, attore statunitense (n. 1950)
- 2020 - Burkhard Driest, attore, sceneggiatore e produttore cinematografico tedesco (n. 1939)
- 2020 - Valdir Espinosa, allenatore di calcio brasiliano (n. 1947)
- 2020 - Juan Diego González, calciatore colombiano (n. 1980)
- 2020 - Gene Rizak, cestista e allenatore di pallacanestro canadese (n. 1938)
- 2020 - Braian Toledo, giavellottista argentino (n. 1993)
- 2020 - Alki Zei, scrittrice greca (n. 1923)
- 2021 - Dante Crippa, calciatore italiano (n. 1937)
- 2021 - Giuseppe Quieti, politico, giornalista e avvocato italiano (n. 1936)
- 2021 - Eddie Solomon, cestista statunitense (n. 1931)
- 2022 - Richard C. Blum, imprenditore statunitense (n. 1935)
- 2022 - Veronica Carlson, attrice britannica (n. 1944)
- 2022 - Alan Anderson, calciatore scozzese (n. 1939)
- 2022 - Ned Eisenberg, attore statunitense (n. 1957)
- 2022 - Gaetano Giani Luporini, compositore italiano (n. 1936)
- 2022 - Marietta Giannakou, politica greca (n. 1951)
- 2022 - Joseph Pathrapankal, presbitero, teologo e biblista indiano (n. 1930)
- 2022 - Giorgio Redaelli, alpinista italiano (n. 1935)
- 2022 - Nick Zedd, regista, attore e artista statunitense (n. 1958)
- 2023 - Gérard Latortue, politico, diplomatico e funzionario haitiano (n. 1934)
- 2023 - Grant Turner, calciatore neozelandese (n. 1958)
- 2024 - Arild Holm, sciatore alpino, allenatore di sci alpino e dirigente sportivo norvegese (n. 1942)
- 2024 - Richard Lewis, attore e comico statunitense (n. 1947)
- 2024 - Guido Macor, calciatore italiano (n. 1932)
- 2024 - Richard Truly, astronauta statunitense (n. 1937)
- 2025 - Javier Dorado, calciatore spagnolo (n. 1977)
- 2025 - Oleg Kutuzov, cestista sovietico (n. 1935)
- 2025 - Paul L. Maier, storico, scrittore e religioso statunitense (n. 1930)
- 2025 - Boris Spasskij, scacchista sovietico (n. 1937)
- 2025 - Piet van Katwijk, ciclista su strada olandese (n. 1950)